# Bahram Mavaddat
Bahram Mavaddat (ur. 30 stycznia 1950 w Teheranie) – irański piłkarz występujący podczas kariery na pozycji bramkarza.

## Kariera klubowa
Mavaddat karierę rozpoczynał w 1965 roku w drużynie Shahin FC. W latach 1970–1973 był zawodnikiem stołecznego Paykan FC. W 1973 roku przeszedł do zespołu Persepolis FC. Ostatnim klubem w jego karierze był Sepahan Isfahan, w którym występował w latach 1976-1978.

## Kariera reprezentacyjna
W reprezentacji Iranu Mavaddat zadebiutował w 1970 roku.
W 1978 roku został powołany do kadry na Mistrzostwa Świata. Iran zakończył turniej na fazie grupowej a Mavaddat nie rozegrał na turnieju w Argentynie żadnego meczu.

## Działalność polityczna
Po Rewolucji islamskiej w 1979 Mavaddat dołączył do opozycyjnej wobec Ajatollahów organizacji Ludowych Mudżahedinów. Obecnie jest członkiem Narodowej Rady Oporu Iranu, który jest irańskim parlamentem na uchodźstwie.